# Memories (David Guetta)
Memories è il quarto singolo del DJ francese David Guetta ad essere estratto dall'album One Love. La parte vocale del brano è interpretata da Kid Cudi.

## Video musicale
Il video musicale prodotto per Memories è stato girato a Miami e diretto dal regista Keith Scholfield. Il video mostra David Guetta e Kid Cudi sulla Byscane Boulevard, mentre le scene notturne sono state girate sulla 50 Northeast 11th Street Miami.
Kid Cudi nel video indossa una t-shirt dei Guns N' Roses, David Guetta invece, in una scena del video nella quale si esibisce, riprende il pubblico usando una videocamera Kodak Zi8.

## Tracce
Promo - CD-Single Virgin 6265402 (EMI) / EAN 5099962654029
1. Memories – 3:30
2. Memories (Clean Version) – 3:29
3. Memories (Extended) – 5:19

## 2021 remix
A gennaio 2021, David Guetta ha rilasciato un nuovo remix di Memories.

## Classifiche

### Classifiche settimanali
| Classifica (2010-21) | Posizione massima |
| -------------------- | ----------------- |
| Australia            | 3                 |
| Austria              | 2                 |
| Belgio (Fiandre)     | 2                 |
| Belgio (Vallonia)    | 1                 |
| Canada               | 18                |
| Danimarca            | 8                 |
| Finlandia            | 4                 |
| Francia              | 5                 |
| Germania             | 6                 |
| Irlanda              | 5                 |
| Norvegia             | 11                |
| Nuova Zelanda        | 4                 |
| Paesi Bassi          | 3                 |
| Portogallo           | 157               |
| Regno Unito          | 15                |
| Spagna               | 17                |
| Stati Uniti          | 46                |
| Svezia               | 14                |
| Svizzera             | 7                 |

### Classifiche di fine anno
| Classifica (2010) | Posizione |
| ----------------- | --------- |
| Australia         | 29        |
| Austria           | 21        |
| Belgio (Fiandre)  | 7         |
| Belgio (Vallonia) | 4         |
| Canada            | 68        |
| Francia           | 28        |
| Germania          | 29        |
| Paesi Bassi       | 10        |
| Regno Unito       | 99        |
| Svezia            | 41        |
| Svizzera          | 29        |
| Classifica (2021) | Posizione |
| Francia           | 58        |
| Svizzera          | 72        |